# Paul Graf Yorck von Wartenburg
Hans Ludwig David Götz Peter Paul Graf Yorck von Wartenburg (* 26. Januar 1902 auf Gut Klein-Öls, Landkreis Ohlau, Provinz Schlesien; † 9. Juni 2002 in Neureichenau in Niederbayern) war ein deutscher Diplomat. Er war letzter Fideikommissherr auf Schloss Klein Öls, Vortragender Legationsrat I. Klasse, aktiver Gegner des Nationalsozialismus und erster Konsul der Bundesrepublik Deutschland in Frankreich.

## Familie
Paul Graf Yorck von Wartenburg war der älteste Sohn des Heinrich Graf Yorck von Wartenburg (1861–1923) und dessen Frau Sophie von Wartenburg, geborene Freiin von Berlichingen (1872–1945). Sein Ururgroßvater war der Generalfeldmarschall Ludwig Graf Yorck von Wartenburg. Zu seinen neun Geschwistern gehört der an der Vorbereitung des Attentats vom 20. Juli 1944 beteiligte und 1944 hingerichtete Peter Graf Yorck von Wartenburg. Paul Yorck heiratete am 5. Mai 1940 in Berlin die Schauspielerin der ehemaligen Berliner Reinhardt-Bühnen Else Eckersberg (1895–1989). 1950 adoptierte er seinen Stiefsohn Alexander Freiherr Schey von Koromla (1927–2012).
Die gesicherte Stammreihe der Familie Yorck von Wartenburg reicht bis in das 17. Jahrhundert zurück, der Grafenstand wurde 1814 bestätigt.

## Leben
Paul Yorck wuchs mit seinen Geschwistern auf Klein-Öls, einem der größten Güter Schlesiens und Zentrum einer seit Generationen gepflegten humanistischen Bildungskultur, auf. Schon als Kind sprach und verstand er Latein und Griechisch. Mit 13 Jahren kam er nach dem Besuch des Viktoria-Gymnasiums Potsdam auf das Internat der Klosterschule Roßleben und studierte nach dem Abitur Landwirtschaft, Philosophie und Jurisprudenz an den Universitäten Göttingen, Genf, Berlin und Bonn. Das Corps Borussia Bonn, dem er seit 1922 angehörte, verließ er im Oktober 1935 aus Protest darüber, dass seitens einzelner Alter Herren jüdischen Corpsbrüdern der freiwillige Austritt nahelegt worden war, vorübergehend. Yorcks Entscheidung führte zur umgehenden Auflösung des Corps Borussia, womit die Umsetzung der Nürnberger Rassengesetze bei diesem Corps verhindert wurde.
Nach dem Tod des Vaters musste er seine Studien abbrechen, um Klein-Öls und seine sieben Neben-Güter als Land- und Forstwirt zu verwalten. Bis 1945 gelang es ihm, den Besitz trotz der wirtschaftlich und politisch schwierigen Zeiten ungeschmälert zu erhalten. Im Mai 1932 wurde Paul Yorck Mitglied der NSDAP und beherbergte im folgenden Monat in Klein-Öls eine SA-Führertagung. Er machte das Schloss zu einem Treffpunkt der schlesischen Parteiprominenz und nannte Hitler seiner Schwägerin Marion Yorck gegenüber ein „Genie“. Als er nach der Machtergreifung und der Reichstagsbrandverordnung erkennen musste, dass die Nationalsozialisten eine Gewaltherrschaft etablierten, die auf Krieg und Zerstörung ausgerichtet und dass das nationalsozialistische Menschenbild mit dem des Christentums unvereinbar war, erzwang er einen Parteiaustritt gegen sich. Als Mitglied der Bekennenden Kirche in Schlesien wurde er in den Bruderrat berufen, wo bedrängte Pfarrer und Menschen jüdischer Herkunft in ihm eine Stütze fanden. Paul Yorck versteckte mehrfach Verfolgte auf Klein-Öls, und eine jüdische Familie überlebte die nationalsozialistische Herrschaft im Schloss.
1937 bestand der Familienfideikommiss Klein Oels in der Gesamtheit aus neun Betriebseinheiten, seit 1819 in Form der Primogenitur vererbt, in Verwaltung eines Güterdirektors sowie eines Rentamtes.
Als Offizier der Wehrmacht verweigerten er und seine Brüder bei der Vereidigung des Heeres den Führereid auf Adolf Hitler. Als Ordonnanzoffizier der 34. Infanteriedivision nahm Paul Yorck am Krieg gegen die Sowjetunion teil. Im Dezember 1941 verhinderte er durch Intervention beim zuständigen Generalstabsoffizier der Heeresgruppe Mitte eine als Vergeltungsmaßnahme angeordnete Erschießung russischer Zivilisten. Nachdem seine Brüder Hans (1909–1939) und Heinrich (1915–1942) gefallen waren, wurde Paul Yorck 1943 schwer verwundet und kehrte nach längerem Aufenthalt in einem Lazarett als kriegsuntauglich nach Klein-Öls zurück, wo er Verbindungen zu Widerstandsgruppen aufnahm.
Nach dem Attentat vom 20. Juli 1944 wurden er und seine Frau sowie seine Mutter, Schwägerin und die unverheirateten Schwestern Dorothea und Irene in Sippenhaft genommen. Die Gesuche um seine Freilassung wurden vom Reichsführer SS Heinrich Himmler mit der Begründung abgelehnt, dass seine Gegnerschaft zum Nationalsozialismus aktenkundig sei. Am 23. September 1944 wurde er in die Gestapo-Abteilung des Gefängnisses Berlin-Moabit überstellt. Am 27. Januar 1945 wurde er mit anderen Angehörigen der Verschwörer vom 20. Juli in das KZ Sachsenhausen verbracht. Zunächst im Quarantäneblock des Lagers untergebracht, wurde Paul Yorck mit hohem Fieber in den Krankenbau verlegt und dort wegen einer Stirnhöhlenvereiterung von einem niederländischen Mithäftling und Medizinstudenten operiert. Nach dem Einmarsch der Roten Armee konnte er am 25. April 1945 das Konzentrationslager verlassen.

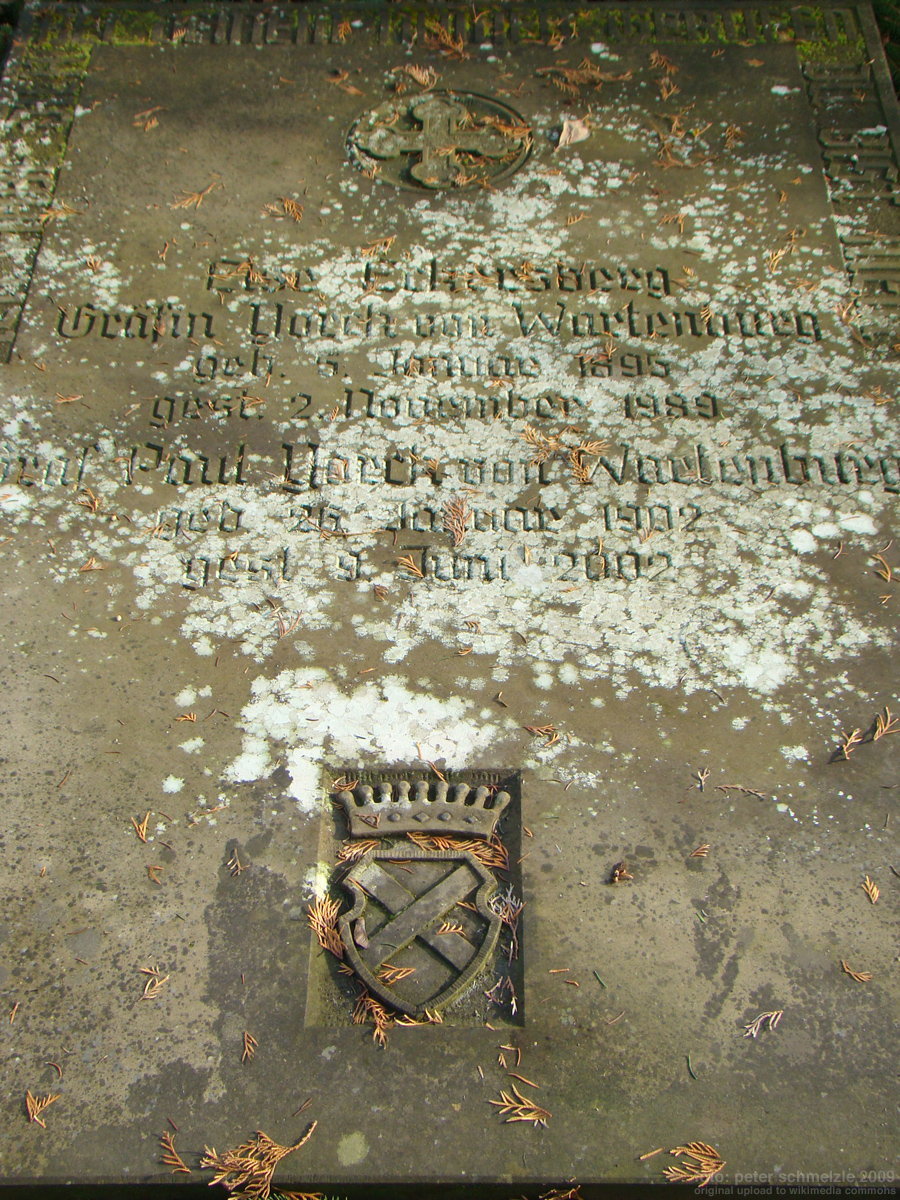
Grabplatte von Paul Graf Yorck von Wartenburg und seiner Gattin in Jagsthausen

Bis Kriegsende war er Majoratsherr Klein-Oels. Nach dem Krieg gehörte er zu den Gründungsmitgliedern der CDU in Berlin und übernahm 1945 die Leitung des Evangelischen Hilfswerks in der Französischen Besatzungszone. 1950 wechselte er zum Weltrat der Kirchen nach Genf, wo er als Referent in der Abteilung für Flüchtlingsfragen Westeuropas arbeitete und sich für die Belange vieler Verfolgter des Nationalsozialismus, unter anderen Oskar Schindler, einsetzte. 1953 trat Graf Yorck in den Dienst des Auswärtigen Amtes in Bonn und wurde mit der Eröffnung des Konsulates in Lyon beauftragt, das er ab 1954 fast zehn Jahre als Konsul I. Klasse und angesehener Repräsentant der Bundesrepublik Deutschland leitete. Frankreich ehrte ihn mit der Verleihung des Ordens Offizier der Französischen Ehrenlegion. Ab 1963 leistete er wiederum Pionierarbeit beim Aufbau und der Leitung der deutschen Handelsvertretung in Bukarest. Im September 1966 kehrte er in die Zentrale des Auswärtigen Amtes zurück und bat als Legationsrat Erster Klasse um die Versetzung in den Ruhestand.
Seit 1968 lebte Graf Yorck mit seiner Frau zurückgezogen in Neureichenau im Bayerischen Wald. Eine Sammlung seiner Reden und Aufsätze brachte er 1971 unter dem Titel Besinnung und Entscheidung heraus.
Paul Yorck starb 2002 im Alter von 100 Jahren in Neureichenau und wurde in der Grablege der Freiherren von Berlichingen auf dem Friedhof von Jagsthausen beerdigt.

## Veröffentlichung
- Besinnung und Entscheidung. Fragen an die Gegenwart. Aufsätze und Vorträge. Vorwerk, Stuttgart 1971, ISBN 978-3-7715-0114-3.